# Lode Eyckermans

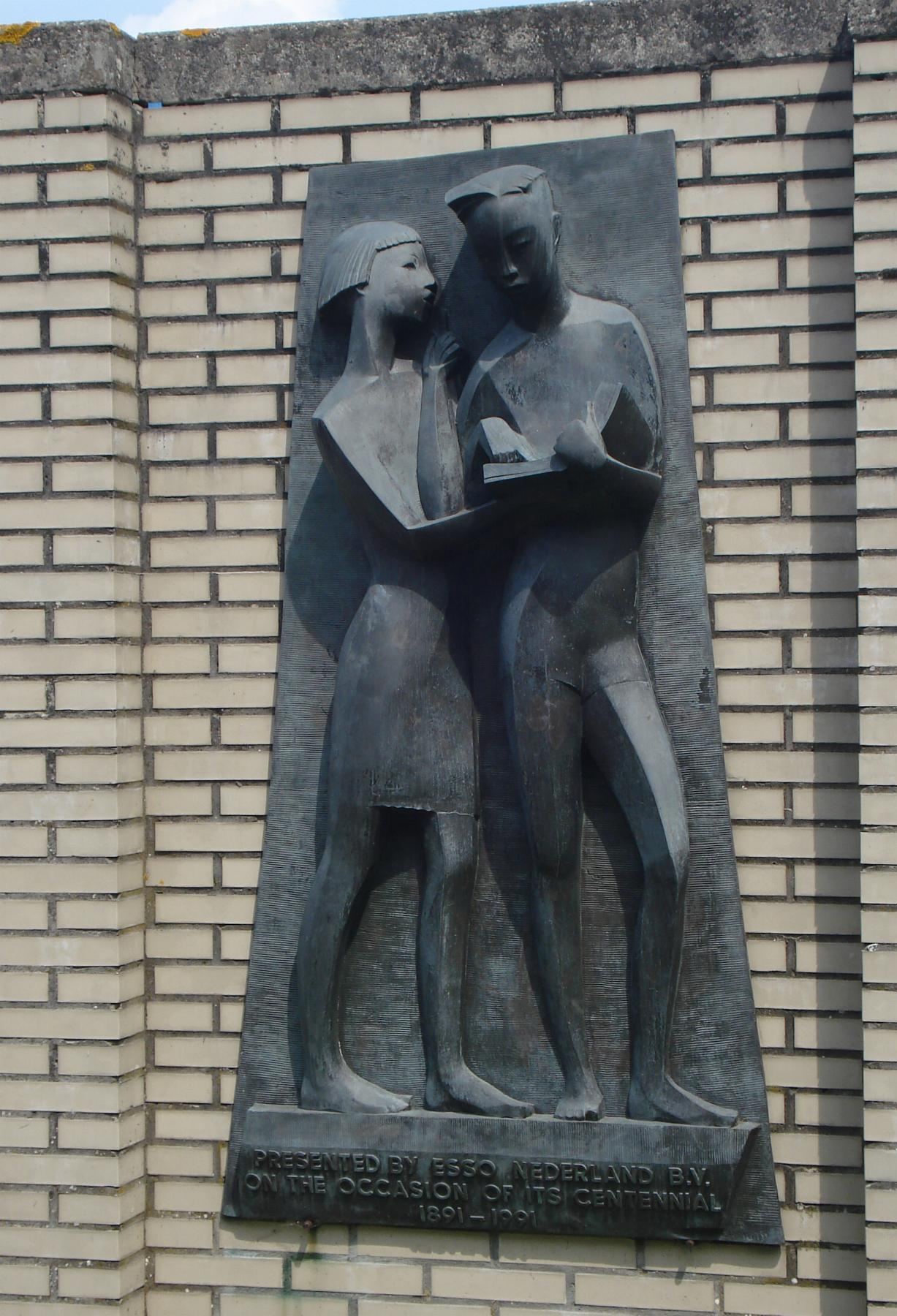
Beeld van Lode Eyckermans in Wassenaar

Lode Eyckermans (Antwerpen, 8 maart 1919 – aldaar, 25 januari 1998) was een Vlaamse beeldhouwer, hij werkte met brons en natuursteen (arduin).
Eyckermans was leerling van Ernest Wijnants en Henri Puvez. Hij was krijgsgevangen tijdens de Tweede Wereldoorlog. Tussen 1975 en 1983 was hij directeur van de Koninklijke Academie voor Beeldende Kunsten van Mechelen. Een paar van zijn kunstwerken bevinden zich in de verzameling van de KMDA. Hij overleed te Antwerpen, en werd begraven op het Schoonselhof.

## Palmares
- ‘Grote Prijs van de stad Antwerpen’ (1936)
- 'Theodoor Van Leriusprijs’ voor sculpturen (1941)
- de 'Godecharleprijs' (1942)
- ‘Prijs van Rome’ (1943)

- RKD-Nederlands Instituut voor Kunstgeschiedenis: 26971
- Virtual International Authority File: 291709160